# 特呂二号原動機

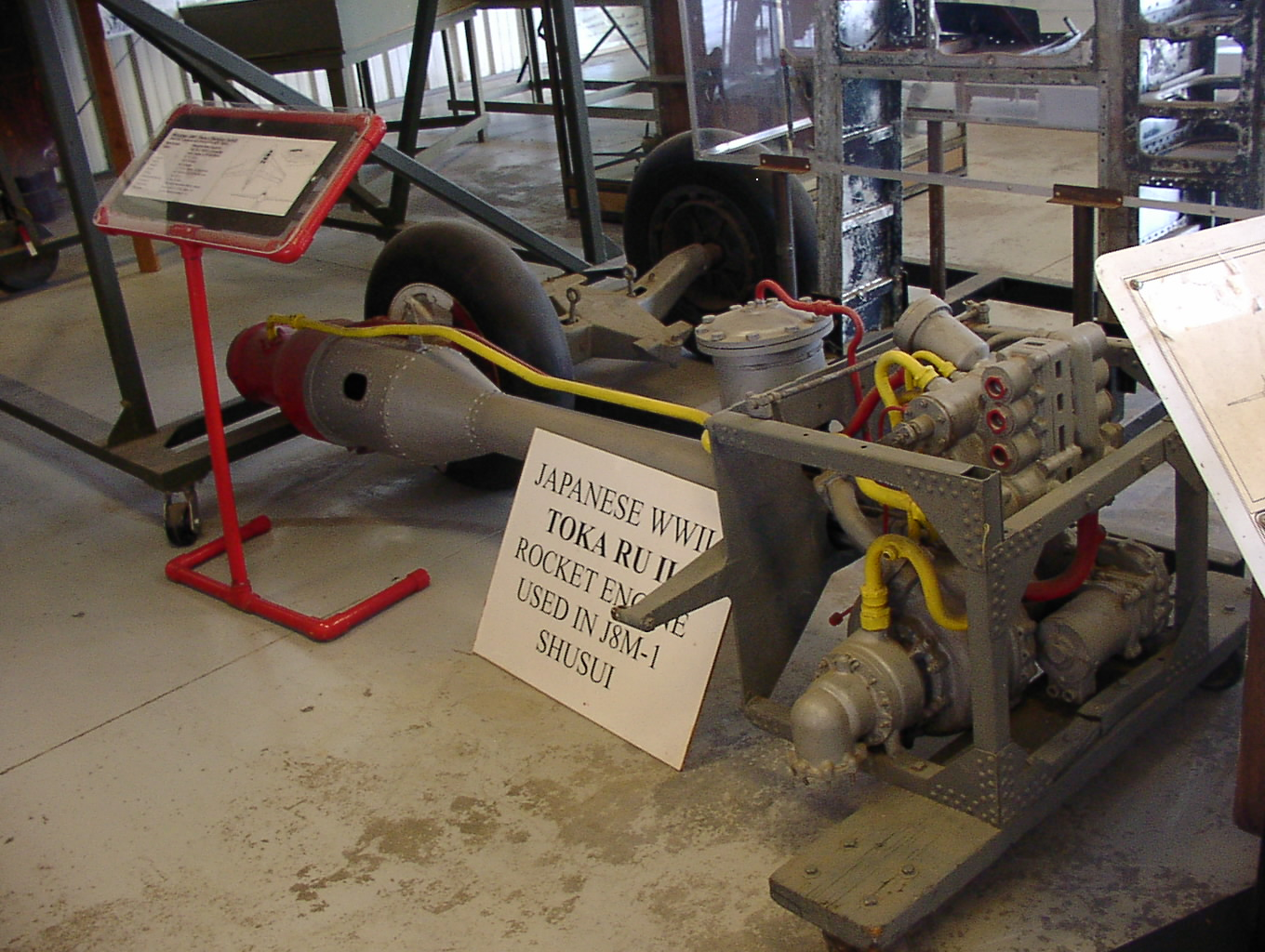
秋水に搭載された、特呂二号。外見はMe163等に搭載される、HWK 109-509のエンジンに酷似している。後ろには切り離し式の車輪も写真も見える。

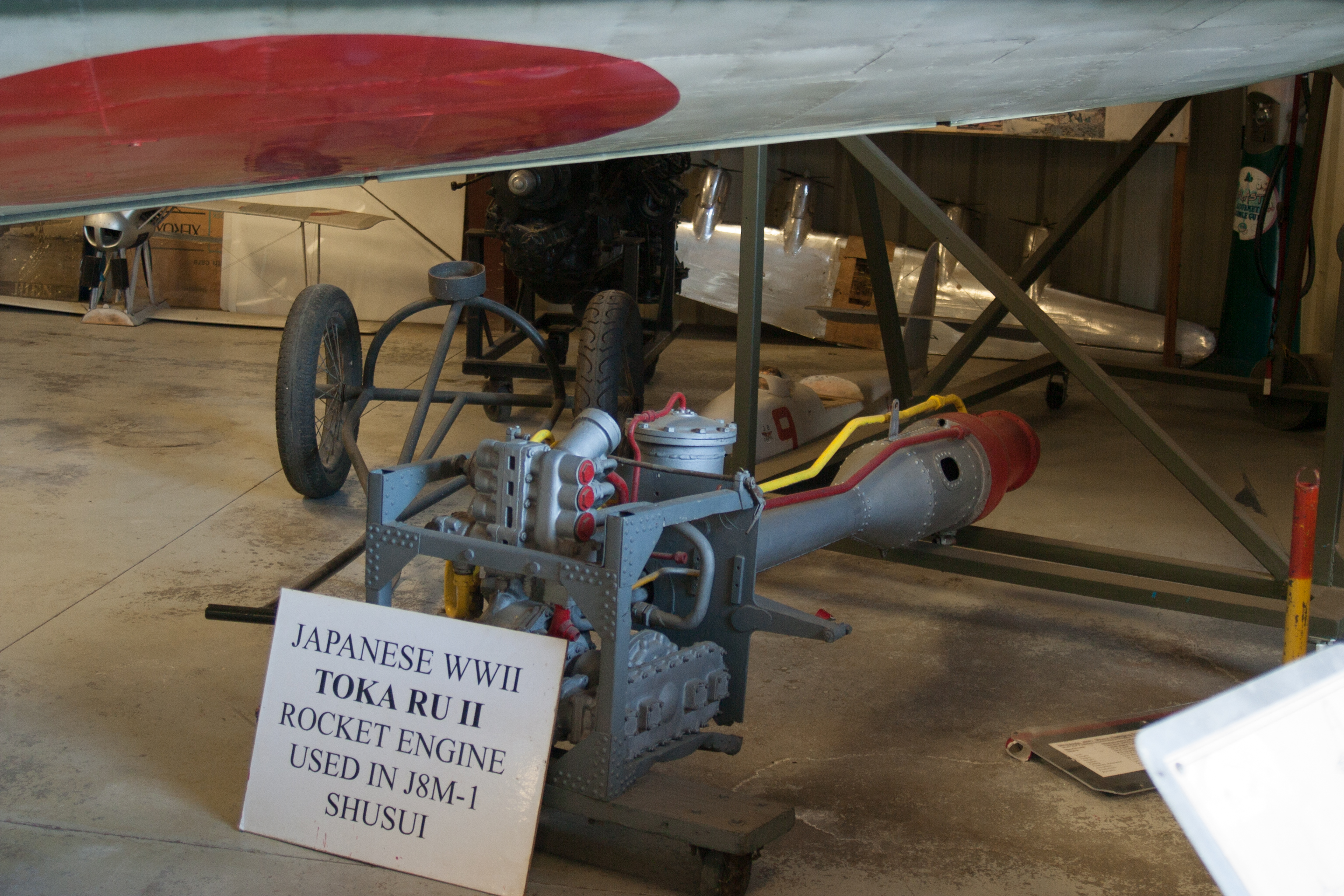
特呂二号 (英語でToka Ru II)

特呂二号（KR10）とは秋水の原動機で高温ヴァルター機関である。KRは「くすり（薬、薬液）ロケット」の頭文字である。

## 概要
ドイツから戦略物資の見返りとして伊29潜で運ばれシンガポールで降りた技術者が空路持ち帰ったHWK 109-509の部分的な資料を参考に開発された。
濃度80%の過酸化水素から構成される甲液を酸化剤に、メタノール57%/水化ヒドラジン37%/水13%の乙液を混合させる事により化学反応をさせるというシステムである。（ドイツはT液とC液）。また安定剤兼反応促進剤として甲液にはオキシキノリンとピロ燐酸ソーダを、乙液に銅シアン化カリウムが加えられた。触媒に二酸化マンガン、過マンガン酸カリウム、苛性ソーダを六面体に練り固めたものを用いた。混ぜるだけで反応する自己着火性推進剤で安定した燃焼のためには一定比率（重量比10:3.6）で混合する必要があった。
1945年6月に完成した。

## 仕様
一般的特性
- 形式: 液体燃料ロケットエンジン
- 全長: 2500mm
- 直径:
- 乾燥重量: 170kg

構成要素
- 圧縮機:
- タービン: 14500rpm
- 使用燃料: 30%ヒドラジンと57％メタノールと13％水燃料と80%過酸化水素酸化剤を共に噴射

性能
- 推力: 1,500 kgf (15 kN)
- タービン入口温度: * 比推力 215秒
  - 燃焼時間 300秒
  - 燃焼室圧力 20kgf/cm2
- 出力重量比:

## 保存
- 三菱重工業名古屋航空宇宙システム製作所史料室[2]
- 呉市海事歴史科学館 - 燃焼室とノズルのみ[3]
- プレーンズ・オブ・フェイム航空博物館